# رامسی مک‌مولن
رامسی مک مولن (انگلیسی: Ramsay MacMullen; ۳ مارس ۱۹۲۸ – ۲۷ نوامبر ۲۰۲۲) مورخ، و استاد دانشگاه در دانشگاه ییل متخصص در تاریخ دین هلنیستی اهل ایالات متحده آمریکا بود.
وی همچنین برندهٔ جوایزی همچون کمک‌هزینه گوگنهایم و جایزه رم شده‌است.